# Faith Divides Us - Death Unites Us
Faith Divides Us - Death Unites Us è il dodicesimo album del gruppo musicale gothic metal britannico Paradise Lost, pubblicato dalla Century Media il 25 settembre 2009.

## Tracce
1. As Horizons End - 5:26
2. I Remain - 4:09
3. First Light - 5:00
4. Frailty - 4:25
5. Faith Divides Us - Death Unites Us - 4:21
6. The Rise of Denial - 4:47
7. Living With Scars - 4:22
8. Last Regret - 4:24
9. Universal Dream - 4:17
10. In Truth - 4:51

### Versione speciale
1. As Horizons End - 5:26
2. I Remain - 4:09
3. First Light - 5:00
4. Frailty - 4:25
5. Faith Divides Us - Death Unites Us - 4:21
6. The Rise of Denial - 4:47
7. Living With Scars - 4:22
8. Last Regret - 4:24
9. Universal Dream - 4:17
10. In Truth - 4:51
11. Cardinal Zero - 4:28
12. Faith Divides Us - Death Unites Us (Lost in Prague Orchestra mix) - 4:17
13. Last Regret (Lost in Prague Orchestra mix) - 4:20

### Edizione giapponese
1. As Horizons End - 5:26
2. I Remain - 4:09
3. First Light - 5:00
4. Frailty - 4:25
5. Faith Divides Us - Death Unites Us - 4:21
6. The Rise of Denial - 4:47
7. Living With Scars - 4:22
8. Last Regret - 4:24
9. Universal Dream - 4:17
10. In Truth - 4:51
11. Back On Disaster - 4:15

## Formazione

### Gruppo
- Nick Holmes – voce
- Gregor Mackintosh – chitarra ritmica e solista
- Aaron Aedy – chitarra ritmica
- Stephen Edmondson – basso

#### Altri musicisti
- Peter Damin – batteria

### Tour Line-up
- Nick Holmes – voce
- Gregor Mackintosh – chitarra ritmica e solista
- Aaron Aedy – chitarra ritmica
- Stephen Edmondson – basso
- Adrian Erlandsson – batteria

## Classifiche
| Classifica (2009)    | Posizione raggiunta |
| -------------------- | ------------------- |
| Austria              | 54                  |
| Belgium (Vlaanderen) | 66                  |
| Belgium (Wallonia)   | 63                  |
| Finnish Albums Chart | 22                  |
| Dutch Albums Chart   | 84                  |
| Sweden               | 29                  |
| Switzerland          | 52                  |
| UK Albums Chart      | 122                 |